# 宫下纯一
宫下纯一（日语：／ Miyashita Junichi，1983年10月17日—），日本男子游泳运动员。他曾代表日本参加2008年夏季奥林匹克运动会游泳比赛，获得一枚铜牌。他也曾在2006年亚洲运动会获得一枚金牌。